# Phascolion
Phascolion är ett släkte av stjärnmaskar som beskrevs av Johan Hjalmar Théel 1875. Enligt Catalogue of Life ingår Phascolion i familjen Phascoliidae, men enligt Dyntaxa är tillhörigheten istället familjen Phascolionidae.
Släktet Phascolion indelas i:
- Phascolion abnorme
- Phascolion bogorovi
- Phascolion botulum
- Phascolion caupo
- Phascolion cirratum
- Phascolion collare
- Phascolion convestitum
- Phascolion cryptum
- Phascolion gerardi
- Phascolion hedraeum
- Phascolion hibridum
- Phascolion hupferi
- Phascolion ikedai
- Phascolion lucifugax
- Phascolion lutense
- Phascolion manceps
- Phascolion medusae
- Phascolion megaethi
- Phascolion microspheroidis
- Phascolion moskalevi
- Phascolion pacificum
- Phascolion parvum
- Phascolion pharetratum
- Phascolion psammophilum
- Phascolion rectum
- Phascolion robertsoni
- Phascolion sandvichi
- Phascolion strombus
- Phascolion tuberculosum
- Phascolion ushakovi
- Phascolion valdiviae